# Robin Wilson (auteur)
Pour les articles homonymes, voir Robin Wilson et Wilson.
Robin Scott Wilson, né le 19 septembre 1928 à Columbus en Ohio et mort en septembre 2013, est un auteur et éditeur américain de science-fiction, ancien président de l'université de Californie.

## Biographie
Robin Wilson a passé un Bachelor of Arts à l'université d'Ohio en 1949, avant de travailler dans la marine marchande.
Il a ensuite obtenu un MBA à l'université d'Illinois et a fait son service militaire dans l'US Navy.
Il a obtenu son doctorat en 1959.
Il a travaillé pour la CIA dans les années 1960 avant de bifurquer de voie et se mettre à écrire.

## Œuvres

### Roman
- (en) To the Sound of Freedom, 1973Écrit avec Richard W. Shryock.

### Nouvelle
- Le Dernier Train pour Kankakee, 1984 ((en) Last Train to Kankakee, 1972)

### Anthologies (éditeur)
- (en) Clarion, 1971
- (en) Those Who Can : A Science Fiction Reader, 1973
- (en) Death by Degrees : A Mystery
- (en) Paragons : Twelve Master Science Fiction Writers Ply Their Craft, 1996
- (en) Wondermakers : an anthology of classic science fiction